# NGC 1773
NGC 1773 is een emissienevel in het sterrenbeeld Goudvis. Het hemelobject werd op 3 januari 1837 ontdekt door de Britse astronoom John Herschel.

## Synoniemen
- ESO 85-EN25